# Arsenio il Grande
Arsenio il Grande (Roma, 354 circa – Troe, 450), eremita e uno dei Padri del deserto, fu precettore di Arcadio e Onorio, figli di Teodosio I.

## Biografia
Arsenio nacque a Roma intorno al 354 dalla nobile famiglia senatoria dei "Surculi". Fu allievo di san Girolamo, conobbe anche l'insegnamento di sant'Agostino e, per l'immensa conoscenza, soprattutto del greco, fu consigliato da papa Damaso, che lo aveva ordinato diacono della Chiesa di Roma, all'imperatore Teodosio I come precettore per i suoi due figli, Arcadio e Onorio: così, nel 383 si recò a Costantinopoli. Qui rimase per undici anni, durante i quali fu senatore e primo consigliere di Teodosio. I rapporti con Arcadio non erano però molto buoni; celebre è l'episodio in cui, durante una lezione, Teodosio vede il figlio seduto al posto di Arsenio e lo rimprovera spogliandolo persino delle insegne imperiali. Un altro episodio, invece, che vede punito Arcadio da parte di Arsenio, spinge il giovane principe a ordire, all'insaputa del padre, una congiura contro di lui, che però viene sventata dallo stesso Arsenio. In seguito a ciò e a una profonda crisi spirituale, durante la quale, chiedendo a Dio la via per la salvezza sentì una voce che diceva "fuggi gli uomini", decise di abbandonare, nel 394, la Corte, dove, secondo una leggenda, aveva a sua disposizione cento servitori, per ritirarsi nel deserto egiziano di Scete, vicino ad Alessandria, nonostante Teodosio fosse contrario e nonostante le scuse di Arcadio, e si stabilì presso una comunità di anacoreti, di cui era abate san Giovanni Nano. Quest'ultimo, appena Arsenio arrivò, volle metterlo alla prova e constatare il suo temperamento lanciandogli un tozzo di pane: Arsenio lo prese e ringraziò. 
Durante i pasti aveva il vizio di sedere con le gambe accavallate, atteggiamento non idoneo a un monaco, e Giovanni Nano, non avendo il coraggio di dirglielo personalmente, disse a colui che sedeva vicino ad Arsenio in refettorio di assumere lo stesso atteggiamento e, al pasto successivo, notando ciò Arsenio capì e si corresse. 
Un giorno un ufficiale si recò da lui per consegnargli il testamento di un suo parente morto pochi mesi prima, che lo nominava suo erede; Arsenio rispose: "È da più lungo tempo che io stesso sono morto, come potrei dunque io essere suo erede?", e così affermò di essere morto al mondo e rifiutò l'immensa eredità che gli spettava.
Trascorreva notti intere a pregare e a meditare, soprattutto intorno alla morte, ed è per questo che nell'iconografia tradizionale viene raffigurato con una ghirlanda di bacche di cipresso in mano, essendo il cipresso legato alla morte. La sua preghiera era fatta più di lacrime che di parole, avendo lui avuto da Dio il "dono del pianto".
Molti erano i cristiani che intraprendevano lunghi viaggi e pellegrinaggi da tutto l'impero per avere un colloquio con Arsenio, le cui risposte erano rare e monosillabiche e finivano per scoraggiare gli interlocutori. Lui non amava rompere la rigida osservanza del silenzio, pensando che non si poteva parlare contemporaneamente con Dio e con un'altra persona, e non voleva rinunciare a Dio. Arsenio stette a Scete per quaranta anni e succedette a San Giovanni Nano come abate del cenobio. Dal 434 al 450, probabile data della morte, Arsenio visse lontano dalla tranquilla Scete, invasa da tribù libiche. Si recò a Troe, presso Menfi; nel 444 si ritirò nel monastero di Canopo ad Alessandria e tre anni dopo ritornò a Troe, dove il 19 luglio del 449 o, più probabilmente, del 450 morì. Di Arsenio, ricordato come uno dei più celebri "padri del deserto", sono riferite sagge massime da Daniele di Pharan, amico di due suoi discepoli, raccolte nel "De Magno Arsenio" di san Teodoro Studita; di lui resta anche un ritratto.

## Miracoli
In Italia sant'Arsenio è molto venerato nel paese omonimo, di cui è patrono. Qui, nella chiesa collegiata di Santa Maria Maggiore, il 14 maggio 1857 la statua lignea del santo abate, opera dello scultore estense Giacomo Colombo, trasudò e un fiore di tela che si trovava nella mano del santo ravvivò i suoi colori, sbiaditi dal tempo. Subito si pensò che si trattasse di manna celeste e si gridò al miracolo; la popolazione commossa accorse in chiesa al suono delle campane insieme a gente proveniente dai paesi vicini, per constatare il prodigio e bagnare i fazzoletti del liquido che continuava a trasudare dalla statua. Fu rogato un atto dal notaio Vincenzo Giallorenzi della vicina Polla, che fu firmato da tutti i presenti. 
C'era però chi attribuiva al fenomeno cause puramente fisiche: le abbondanti piogge di quel mese avevano reso l'atmosfera soprassatura di vapore acqueo che, in contrasto con il grande caldo di quei giorni, condensatosi sulla statua l'aveva bagnata. Quest'ipotesi però fu subito messa in discussione: perché ciò era successo soltanto alla statua di sant'Arsenio abate e non alle altre presenti nella chiesa, fra cui statue non protette da una nicchia, come quella del santo patrono, e a contatto diretto con l'aria.
Questo fenomeno è attestato come miracolo dalla Chiesa cattolica ed è accettato come tale anche da quella ortodossa.
Della statua di sant'Arsenio il Grande del Colombo la tradizione popolare santarsenese attribuisce il volto a una fattura divina: una leggenda vuole che lo scultore estense, nel 1709, recatosi in bottega per terminare la statua, a cui mancava soltanto la testa, lasciata incompiuta il giorno prima, trovò questa, con sua grande meraviglia, già realizzata, e con ciò molti spiegano i tratti ampiamente veristici del volto della statua che, in presenza di effetti di luce diversa, assume particolari colorazioni. Il 16 dicembre dello stesso anno un violento terremoto scosse la Basilicata e il Vallo di Diano, distruggendo molti paesi; a Sant'Arsenio i morti furono soltanto tre e vedendo la grande differenza dei danni causati tra questo paese e la limitrofa Polla, dove i morti furono circa un migliaio, si attribuì la preservazione di Sant'Arsenio al suo santo patrono.

## Culto
Viene venerato dalla Chiesa copta e da quella siro-maronita, che lo ricordano il 19 luglio, da quelle cattolica e ortodossa che lo festeggiano l'8 maggio. Nel calendario palestino-giorgiano del X secolo Arsenio viene ricordato l'8 gennaio.